# Paracontias mahamavo
Paracontias mahamavo — вид сцинкоподібних ящірок родини сцинкових (Scincidae). Ендемік Мадагаскару. Описаний у 2016 році.

## Поширення і екологія
Paracontias mahamavo відомі з типової місцевості, розташованої в регіоні Боені на заході острова Мадагаскар, на висоті 27 м над рівнем моря. Вони живуть в сухих широколистяних лісах.